# Ewa Urtnowska
Ewa Urtnowska z domu Andrzejewska (ur. 18 stycznia 1992 w Gdańsku) – polska piłkarka ręczna, prawa rozgrywająca, od 2017 zawodniczka francuskiego Toulon Saint Cyr Var Handball. Mistrzyni Polski i reprezentantka Polski, uczestniczka mistrzostw świata i Europy.

## Kariera sportowa
Wychowanka UKS-u Conrad Gdańsk. W latach 2010–2015 zawodniczka GTPR-u Gdynia, z którym zdobyła mistrzostwo Polski (2011/2012) i dwa Puchary Polski (2013/2014 i 2014/2015). W barwach gdyńskiego klubu występowała również w europejskich pucharach, m.in. w spotkaniach eliminacyjnych do Ligi Mistrzyń i w Pucharze Zdobywców Pucharów, w którym w ciągu dwóch sezonów zdobyła osiem goli. W 2015 przebywała przez kilka miesięcy na wypożyczeniu w Levanger Håndballklubb, w którego barwach rozegrała w 2. lidze norweskiej 8 meczów i rzuciła 29 bramek. W latach 2015–2017 reprezentowała barwy Startu Elbląg. W sezonie 2016/2017, w którym zdobyła brązowy medal mistrzostw Polski, rozegrała w Superlidze 32 mecze i zdobyła 88 goli. Będąc zawodniczką Startu, grała również w Challenge Cup, w którym rzuciła w ciągu dwóch sezonów 24 bramki. W 2017 przeszła do Toulon Saint Cyr Var Handball. W 2018 została zawodniczką Perły Lublin i w sezonie 2018/2019 wywalczyła z tym klubem mistrzostwo Polski. W 2019 zaszła w ciążę. Po urodzeniu dziecka nie powróciła już do gry i zakończyła karierę sportową.
W 2010 wraz z reprezentacją Polski juniorek uczestniczyła w otwartych mistrzostwach Europy U-18 w Szwecji (4. miejsce). W 2011 wystąpiła w mistrzostwach Europy U-19 w Holandii, podczas których zagrała w siedmiu meczach i zdobyła 20 bramek. W 2012 wzięła udział w mistrzostwach świata U-20 w Czechach, w których rzuciła 19 goli. W 2014 uczestniczyła w akademickich mistrzostwach świata w Brazylii (9. miejsce).
Z reprezentacją Polski seniorek uczestniczyła w 2016 w mistrzostwach Europy w Szwecji, w których rozegrała trzy mecze i zdobyła sześć bramek. W 2017 wystąpiła w mistrzostwach świata w Niemczech, podczas których rzuciła siedem goli w siedmiu spotkaniach.  W 2018 wystąpiła w mistrzostwach Europy we Francji (została powołana w trakcie turnieju, zastępując przed ostatnim meczem Sylwię Lisewską)
| Sezon   | Klub              | Liga           | Liga    | Liga    | Europa  | Europa  | Suma  | Suma   |
| Sezon   | Klub              | Liga           | Mecze   | Bramki  | Mecze   | Bramki  | Mecze | Bramki |
| ------- | ----------------- | -------------- | ------- | ------- | ------- | ------- | ----- | ------ |
| 2013/14 | Vistal Gdynia     | Liga Polska    | 12      | 9       | -       | -       | 12    | 9      |
| 2014/15 | Vistal Gdynia     | Liga Polska    | 12      | 14      | 2       | 3       | 14    | 17     |
| 2015/16 | Start Elbląg      | Liga Polska    | 25      | 63      | 6       | 10      | 31    | 73     |
| 2016/17 | Start Elbląg      | Liga Polska    | 32      | 88      | 6       | 14      | 38    | 102    |
| 2017/18 | Toulon St-Cyr Var | Liga Francuska | 24      | 28      | -       | -       | 24    | 28     |
| 2018/19 | Perła Lublin      | Liga Polska    | 9       | 13      | 4       | 4       | 13    | 17     |
| Ogólnie | Ogólnie           | Ogólnie        | Ogólnie | Ogólnie | Ogólnie | Ogólnie | 132   | 246    |

## Sukcesy
GTPR Gdynia
- Mistrzostwo Polski: 2011/2012, 2018/2019
- Puchar Polski: 2013/2014, 2014/2015

## Życie prywatne
Wyszła za mąż za futsalistę Macieja Urtnowskiego.